# Edvard Hoem
Edvard Hoem (n. 10 martie 1949, Fræna, Provincie a Norvegiei (fylke), Norvegia) este un scriitor norvegian care scrie în limba nynorsk.
A debutat cu volumul de poezie Som grønne musikantar în 1969. A doua sa carte, un așa-numit roman liric, a fost Landet av honning og aske (1970). 
Primul său succes a fost cu romanul Kjærleikens ferjereiser (1974). Pentru acest roman a primit „Premiul criticilor ca cel mai bun roman pentru adulți”.
A studiat filosofie și teorie literară la Universitatea Oslo. A locuit la Molde de la vârsta de 14 la 19 ani.
În anii 1970 a fost membru activ al partidului AKP (m-l), un partid comunist maoist.  Hoem a fost angajat la Det Norske Teatret în 1976 și între 1980–86 ca poet și dramaturg. A fost șef de teatru la Teatret Vårt din Molde în perioada 1997–1999. Este cunoscut ca opozant al aderării Norvegiei în Uniunea Europeană.
Locuiește la Oslo.

## Scrieri
- Som grønne musikantar – poezii (1969)
- Landet av honning og aske – poezii (1970)
- Anna Lena – Roman (1971)
- Kvinnene langs fjorden – Teatru (1973)
- Kjærleikens ferjereiser – Roman (1974)
- Tusen fjordar, tusen fjell og Musikken gjennom Gleng – Teatru (1977)
- Gi meg de brennende hjerter 1. Melding frå Petrograd – Roman (1978)
- Der storbåra bryt – Teatru (1979)
- Fjerne Berlin. Gi meg de brennande hjerter 2 – Roman (1980)
- God natt Europa – Teatru (1982)
- Du er blitt glad i dette landet – Poezii (1982)
- Lenins madame – Teatru (1983)
- Prøvetid – Roman (1984)
- Heimlandet Barndom – Roman (1985)
- Ave Eva – Roman (1987)
- Landkjenning Romsdal – (1987)
- Sankt Olavs skrin – Povestire dramatică (1989)
- Til ungdommen, Nordahl Griegs liv – (1989)
- I Tom Bergmanns tid – Roman (1991)
- Engelen din, Robinson – Roman (1993)
- Olav Engelbrektsson – Operă (1993) (muzica: Henning Sommerro)
- I kampens hete – Eseuri (1994)
- Bibelhistorier – (1994)
- Meisteren og Mirjam – Teatru (1995)
- Tid for klage, tid for dans – Roman (1996)
- Frøken Dreyers musikkskole – Roman.
- Audun Hestakorn – Skuespill (2002)
- Eystein av Nidaros Opera (2003) (muzica: Henning Sommerro)
- Roerne i Christiania – Roman documentar (2003)
- Kristuskonfigurasjonar – Lesestykke til bruk i tida frå første desember til trettandedag jul (2003)
- Den fattige Gud – Salmar og balladar (2003)
- Kom fram, fyrste! – Roman istoric (2004)
- Mors og fars historie – roman (2005)
- Faderen. Peder Bjørnson forsvarer seg - eit mannsportrett frå det 19. hundreåret – biografi om Bjørnstjerne Bjørnsons far (2007) ISBN 978-82-495-0429-9
- Villskapens år – biografie a lui Bjørnstjerne Bjørnson (2009) ISBN 978-82-495-0288-2

## Premii
- Sunnmørsprisen, 1974, pentru Kjærleikens ferjereiser
- Kritikerprisen, 1974, pentru Kjærleikens ferjereiser
- Sokneprest Alfred Andersson-Ryssts fond, 1978
- Aschehougprisen, 1985
- Nynorsk litteraturpris, 1987, pentru Ave Eva
- Doblougprisen, 1988
- Melsom-prisen, 1988
- Gyldendals legat, 1989
- Sarpsborgprisen, 1993
- Emmausprisen 2004, pentru Krituskonfigurasjonar
- Melsom-prisen, 2006, pentru Mors og fars historie
- Petter Dass-prisen, 2007, for Mors og fars historie
- Ibsenprisen, 2008, for Mikal Hetles siste ord
- Bibelprisen av Det Norske Bibelselskap for gjenfortellingen av Bibelen 1995
- Ikaros-prisen
- Neshornet, Klassekampens kulturpris, 2009